# 清涼寺 (南京市)
清涼寺（せいりょうじ）は、中華人民共和国江蘇省南京市鼓楼区清涼山にある仏教寺院。

## 歴史
五代十国時代の呉の順義3年（923年）、徐温により創建された。当時は興教寺と称した。南唐の昇元元年（937年）、元宗李璟により「石頭清涼大道場」の名を賜った。李煜により「徳慶堂」の額を賜った。清涼文益は長い間ここに住み、法眼宗を建てた。北宋の太平興国5年（980年）は寺院を重修した。明の建文4年（1402年）、燕王朱棣は寺院を修復する。「清涼陟寺」と改称。
2003年に大規模な再建によって、現在の基礎が築かれた。2006年6月、南京市人民政府は清涼寺を南京市文物保護単位に認定した。